# Heping (socken i Kina, Sichuan)
Heping (kinesiska: 和平乡, 和平) är en socken i Kina. Den ligger i provinsen Sichuan, i den sydvästra delen av landet, omkring 160 kilometer sydost om provinshuvudstaden Chengdu.
Genomsnittlig årsnederbörd är 1 420 millimeter. Den regnigaste månaden är september, med i genomsnitt 265 mm nederbörd, och den torraste är december, med 14 mm nederbörd.